# Monstrotyphis bivaricata
Monstrotyphis bivaricata is een slakkensoort uit de familie van de Muricidae. De wetenschappelijke naam van de soort is voor het eerst geldig gepubliceerd in 1909 door Verco.